# Ophiocten ludwigi
Ophiocten ludwigi är en ormstjärneart som beskrevs av Jean Baptiste François René Koehler 1908. Ophiocten ludwigi ingår i släktet Ophiocten och familjen fransormstjärnor. Inga underarter finns listade i Catalogue of Life.